# Robert Geroch
Robert Paul Geroch (* 1. Juni 1942 in Akron, Ohio) ist ein US-amerikanischer theoretischer Physiker und Mathematiker, der sich vor allem mit Allgemeiner Relativitätstheorie (AR) befasst.
Geroch studierte Physik am Massachusetts Institute of Technology mit Bachelorabschluss 1963 und wurde 1967 an der Princeton University bei John Archibald Wheeler promoviert (Singularities in the Spacetime of General Relativity: Their Definition, Existence, and Local Characterization). Als Post-Doktorand war er 1967/68 als Fellow des Air Force Office of Scientific Research und danach der National Science Foundation am Birkbeck College der Universität London sowie 1969/70 an der Syracuse University (einem Zentrum zur Erforschung der AR in den USA). 1970 bis 1971 war er Associate Professor an der University of Texas at Austin und ab 1971 am Enrico Fermi Institut der Universität Chicago, wo er 1975 Professor für Mathematik und Physik wurde. Seit 2011 ist er Professor Emeritus.
Nach ihm benannt sind in der AR unter anderem die Geroch-Energie bzw. -Masse (einer der Versuche, in der AR eine invariante Masse zu definieren) und die Geroch-Gruppe als Symmetriegruppe axialsymmetrischer stationärer Vakuumlösungen der AR.
Neben AR und relativistischer Hydrodynamik befasst er sich mit allgemeinen Fragestellungen der mathematischen Physik. Unter seine Forschungsinteressen listet er dabei partielle Differentialgleichungen in der Physik, insbesondere quasilineare hyperbolische partielle Differentialgleichungen 1. Ordnung, die nach Geroch einen Großteil der klassischen Physik zu beschreiben vermögen, und in der Quantenmechanik Feynmansche Pfadintegrale, die für eine spezielle Klasse von Evolutionsoperatoren, die auch noch nahe beschränkter Operatoren in Hilberträumen liegen, mathematisch exakt definiert werden können. Aus letzterem Gebiet entstand auch sein Interesse an einem allgemeinen kategorientheoretischen Rahmen für die Anwendung der Maß- und Integrationstheorie in der Physik.
1970 war er Invited Speaker auf dem Internationalen Mathematikerkongress in Nizza (Some recent work on global properties of spacetimes). 1972 erhielt er ein Forschungsstipendium der Alfred P. Sloan Foundation (Sloan Research Fellowship).
Zu seinen Doktoranden zählen Gary Horowitz und Abhay Ashtekar.

## Schriften
- Mathematical Physics, University of Chicago Press 1985.
- Asymptotic Structure of Space-time, in T. P. Esposito, Louis Witten (Herausgeber) Asymptotic Structure of Space-time, Plenum Press 1977.
- General Relativity from A to B University of Chicago Press, 1978.
- mit James B. Hartle Distorted Black Holes, Journal of Mathematical Physics, Band 23, 1982, S. 680.
- mit L. Lindblom Dissipative Relativistic Fluid Theories of Divergence Type, Physical Review D, Band 41, 1990, S. 1855.
- mit S. M. Perng Total Mass-Momentum of Arbitrary Initial-data sets in General Relativity, Journal of Mathematical Physics, 'Band 35, 1994, S. 4157.
- Relativistic Theories of Dissipative Fluids, Journal of Mathematical Physics, Band 36, 1995, S. 4226.
- Perspectives in computation, University of Chicago Press 2009.
- Geometrical Quantum Mechanics. Lecture Notes. 1974 (box.com).
- General Relativity: 1972 Lecture Notes. Minkowski Institute Press, Montreal 2013, ISBN 978-0-9879871-7-4 (box.com).